# 张高丽
张高丽（1946年11月1日—），福建晋江人，中国共产党、中华人民共和国政治人物，原正国级领导人，厦门大学经济系计划统计专业毕业，教授，正高级教师职称。曾任第十八届中央政治局常委（排名第七），国务院前第一副总理、党组副书记，兼三峽工程建設委員會、南水北調工程建設委員會、西部大开发建设委员会主任。1973年12月加入中国共产党，是中共第十七、十八届中央政治局委員。历任中共广东省委副书记、深圳市委书记，山东省省长、中共山东省委书记及中共天津市委书记等职。

## 生平

### 早年经历
张高丽出生在福建晉江东石镇潘径村的一个贫困的农民家庭。其父母育有四子一女，张高丽排行最小。幼年时家境贫苦，父亲在他未满十岁时过世，一家六口均由寡母养大。
1965年，张高丽由晋江市侨声中学考入厦门大学经济系学习（65－70年），1970年8月毕业后，张高丽被分配到茂名石油公司后勤部总仓库当搬运工，在这家国有企业工作了十四年。1980年，任茂名石油工业公司党委常委、计划处处长，公司副经理，1984年任中国石化总公司茂名石油工业公司经理。

### 政坛生涯
1984年10月，张高丽担任中共茂名市委副书记，步入政界，同时兼任中国石油化工总公司茂名石油工业公司经理。1985年5月，担任广东省经济委员会主任。1988年1月，42岁的张高丽出任广东省人民政府副省长。1993年5月，当选中共广东省委常委。在任副省长期间，张高丽在1992年11月至1994年4月兼任过省计委主任、珠江三角洲经济区规划协调领导小组组长等职务。
1997年12月，出任中共深圳市委书记，并在中共十五大上，当选中央候补委员。1998年5月任中共广东省委副书记、继续兼任深圳市委书记。1999年张高丽被清华大学聘为兼职教授，并且被母校厦门大学聘为管理学院院长和教授。2000年6月，兼任深圳市人大常委会主任。
2001年11月，张高丽离开了工作31年的广东，调任中共山东省委副书记、代省长、省长。2002年11月14日，在中共十六大上，当选为中央委员，同年11月21日接替赴中央任职的吴官正，出任中共山东省委书记。2003年1月，当选山东省人大常委会主任。2007年3月25日，接替张立昌出任中共天津市委书记，在同年10月22日举行的中共十七届一中全会上，当选中央政治局委员，成为党和国家领导人。

### 最高领导层
2012年11月15日，在中共十八届一中全会上，张高丽当选中共中央政治局常委（排名第七），成为正国级领导人，也是自李瑞环之后23年以来首位进入中共中央政治局常委会的天津市委书记。11月21日，不再兼任中共天津市委书记职务。
2013年3月16日，在第十二届全国人大会议上被任命为排名第一的国务院副总理，兼任国务院党组副书记与中央全面深化改革领导小组副组长、国家能源委员会副主任、国务院食品安全委员会主任、中央财经领导小组成员、中央军民融合发展委员会副主任等职务。
2015年，张高丽出任第24届冬奥会工作领导小组组长，分管北京冬奥筹办工作。

### 退休
2017年10月25日，70岁的张高丽在中共十九届一中全会后卸任中共中央政治局常委，并在2018年3月举行的十三届全国人大一次会议后卸任国务院副总理一职退休，其职务由新当选的中共中央政治局常委韩正接任。

## 讲话和报告
- 《在第十四届中国发展高层论坛上的讲话》2013年03月25日
- 《坚定贯彻五大发展理念 如期全面建成小康社会》2015年11月9日 人民日报
- 《深入贯彻新理念新思想新战略　确保如期全面建成小康社会——在第十七届中国发展高层论坛上的讲话》（2016年3月20日）
- 《坚决贯彻落实新理念新思想新战略　深化供给侧结构性改革　促进经济平稳健康发展——在第十八届中国发展高层论坛上的讲话》（2017年3月19日）
- 《坚持共商共建共享 加强“五通”交流合作——在“一带一路”国际合作高峰论坛高级别全体会议上的致辞》（2017年5月14日）

## 荣誉

### 勋章奖章
- 友谊勋章（俄罗斯，2017年11月1日于北京人民大会堂颁发[11]）

## 争议

### 与江泽民的关系
2006年5月，已经退休的前中共中央总书记江澤民登泰山，時任中共山東省委書記張高麗下令封山兩天，自己亦緊跟在江澤民身後随同，外界其後將其視作江澤民派系的一員。

### 与彭帅的性丑闻
2021年11月2日，中国大陸女子网球运动员彭帅通过新浪微博曝光和张高丽曾維持10多年的婚外情、不道德关系和非自愿性关系并最终遭到男方始乱终弃的经历，这是少数牵涉国家级运动员和中共最高级别领导人的性侵犯问题。在彭帥發布貼文約半小時後，相關消息迅速在中國大陸社交網絡上傳播，但彭帥的微博帖文隨後被刪除，而點擊有關她的視頻也會發生錯誤。当日晚间11点后，中国大陆网络各界开始大规模封杀相关内容。
外界關注彭帥的對象為高層人物情況特殊，可能不若其他事件般受到處置，也十分擔心她的狀況。對於此事件，11月3日的中國大陸外交部例行中外記者會上外交部發言人汪文斌被詢問政府對此事的評論，僅做出「非外交問題」的回答。
彭帥於2日發布文章後即下落不明，故國際球壇與民眾在網路上號招以主題標籤「#彭帥在哪裡」（#WhereIsPengShuai）發文。11月14日，國際女子網球協會（WTA）發布關於彭帥的聲明，WTA主席史蒂夫·西蒙（Steve Simon）在聲明中表示「彭帥與所有女性的聲音應該被傾聽，必須獲得全面、公平、透明且不遭到審批的調查」。
2021年12月19日，彭帅现身“2021国际雪联城市越野滑雪中国巡回赛上海杨浦站”决赛现场。她接受了新加坡《联合早报》记者的短暂采访。面对镜头，彭帅说：“我从未说过写过任何人性侵我，这点是要非常强调清楚的。”被询问出入是否自由、是否有人监视她时，她停顿了一下反问：“为什么会有人监视呢？一直都很自由。”。
2022年10月，张高丽以特邀代表身份当选中共二十大主席团常委会委员，说明其并未因该事件遭到惩处。

## 家族
- 妻子康洁，是张高丽在茂名石油公司的同事，现已退休[17][18]。
- 儿子是军人，2013年时23岁左右，为副连级干部[17][18]。
- 养女張曉燕（Annie）为堂哥过继，女婿李聖潑（Put）其任香港17家上市公司董事、深圳市政协委员、深圳市企业家协会副会长，親家是信義玻璃董事長李賢義，两家均籍貫福建泉州。旗下信義科技主要客户为大陆公安机关[19][20]。
  - 孫：Harman
  - 大孫女：Alisha
  - 小孫女：Natasha
- 堂兄：中华人民共和国福建省政府主办的〈海峡消费网〉刊文稱张的堂兄上个世纪六七十年代偷渡菲律宾，参加菲共游击队与政府军打仗时战死。[21]